# Beichlingen
Beichlingen est un village d’Allemagne situé dans la Thuringe, au nord-est de Sömmerda.

## Administration
La commune appartient à la communauté des communes de Kölleda, au sein de la collectivité territoriale de Sömmerda.

## Histoire

### Comté de Beichlingen
Le village était jadis situé dans le comté de Beichlingen, une petite contrée bornée au sud par le duché de Weimar, et au nord, par le comté de Mansfeld.